# Галерея Вэй-Линг
Галерея Вэй-Линг (англ. Wei-Ling Gallery) — частная художественная галерея в центральном районе Брикфилдс малайзийского города Куала-Лумпур, основанная в 2002 году; ставит себе целью поощрение современных малайзийских художников и развитие малайзийской культуры; коллекция включает в себя произведения живописи, графики, скульптуры, фотографии, гравюры и дизайна; активно сотрудничает с корпоративными спонсорами при издании каталогов и книг; временные выставки сменяются ежемесячно; здание галереи сгорело в 2004 году, но вскоре было восстановлено; в 2011 годы у галереи появился первый филиал — в торговом центре «The Gardens Mall»; в 2013 году открылся второй филиал — в отеле «Eastern & Oriental Hotel» на острове Пинанг.

## История и описание
Художественная галерея Вэй-Линг (Wei Ling Gallery) была основана Лимом Вей-Лингом в 2002 году в районе Брикфилдс города Куала-Лумпур (Малайзия). Целью создания галерея являлось «активное поощрение работ современных малайзийских художников и продвижение малайзийской культуры, в целом». Коллекция галереи представляет собой обзор современного малайзийского искусства: произведений архитектуры и дизайна, графики и живописи, скульптуры и фотографии, гравюры и видео-арта, создававшихся авторами страны.
Галерея также является одним из крупнейших в Малайзии издателей книг по искусству: она издала более сотни печатных работ в тесном сотрудничестве с многочисленными корпоративными спонсорами — включая HSBC, United Overseas Bank (UOB), банк «Hong Leong», Nippon Paint, водку «Absolut», джин Bombay Sapphire, Glenmorangie, Furla, Royal Selangor и Siemens. К 2014 году «Wei-Ling Gallery» провела более 95 выставок как в своих галереях в Малайзии, так и на выставочных площадках за рубежами страны. Она проводит выставки в Пакистане, Индии, Китае, Гонконге, Тайване и Сингапуре — и регулярно участвует в международных художественных ярмарках, включая Art Taipei, CIGE, KIAF, Art Stage Singapore и Art Basel Hong Kong.
В 2014 году галерея, в сотрудничестве с отелем «WOLO Bukit Bintang Hotel», открыла свою первую резиденцию для художников в столичном районе Букит-Бинтанг (Bukit Bintang). Проживание в резиденции полностью финансируется галерей, которая надеется таким образом познакомить иностранных художников с местной культурой. Основное здание галереи было разрушено в 2004 году в результате пожара — но было быстро реконструировано местным архитектором Джимми Лимом для размещения как офиса студии «Jimmy Lim Design» (JLD), так и галереи. Реконструированное историческое здание получило архитектурную награду «за инновации в адаптивном повторном использовании зданий». В 2011 годы у галереи появился первый филиал — в торговом центре «The Gardens Mall»; в 2013 году она открыла второй филиал — в отеле «Eastern & Oriental Hotel» (Джорджтаун) на острове Пинанг.